# Umkana (cràter)
Umkana és un cràter d'impacte en el planeta Venus de 6,2 km de diàmetre. Porta el nom d'un antropònim esquimal, i el seu nom va ser aprovat per la Unió Astronòmica Internacional el 1997.